# Lophocebus osmani
Lophocebus osmani är en primat i familjen markattartade apor som förekommer i centrala Afrika. Populationen listades en längre tid som underart till Lophocebus albigena och sedan 2007 godkänns den som art.
Djuret är cirka 61 cm lång (huvud och bål) och har en cirka 92 cm lång svans. Honor är med en vikt av 4,7 till 6,5 kg lättare än hannar som väger 6,1 till 9 kg. Bålens ovansida och huvudets topp är täckta av svart päls med brun skugga. Kring axlarna förekommer en man av rödbruna långa hår, ibland med inslag av grönt. Undersidan är täckt av gulgrå päls. Ofta är djurets armar ljusare än pälsen på ryggen och händerna är åter svarta. Ansiktet är nästan naket och vid kinderna finns ett vitaktigt skägg.
Artens största population lever i centrala Kamerun och en mindre population lever i gränsområdet Kamerun/Nigeria. Lophocebus osmani vistas vanligen i låglandet och i kulliga områden upp till 600 meter över havet. Regionen är täckt av regnskog och av delvis lövfällande skogar.
Individerna är aktiv på dagen och klättrar främst i växtligheten. Annars är levnadssättet okänt.
Lophocebus osmani jagas för köttets skull (bushmeat) och den hotas av habitatförstöring. Arten listas inte än av IUCN. Ett verk som har artiklar om flera primater föreslår att den listas med kunskapsbrist (DD).